# Öngyilkosság
Öngyilkosság (latinul suicidium – sui caedere, azaz "önmagát megölni") az a cselekedet, amikor valaki szándékosan önmaga halálát okozza.
Világszerte évente többszázezer ember követ el befejezett öngyilkosságot, és az Egészségügyi Világszervezet (WHO) szerint a 21. század elején ez a 13. leggyakoribb halálok a világon, minden korosztályt beleértve, és a vezető halálokok közé tartozik a fiatalok körében. Ezentúl a becslések alapján világszerte évente tíz-húszmillió az öngyilkossági kísérletek száma.
Az öngyilkosság nem betegség, hanem cselekmény, amihez mentális zavarok, régebb óta fennálló kezeletlen problémák, külső körülmények vagy frissen bekövetkezett, az egyén korábbi életét (értékrendjét) súlyosan megrendítő események, krízisek járulnak hozzá. A pszichológia szerint nincs öngyilkosságra immunis személy. Az öngyilkosok több mint kétharmada depressziós. A depresszív állapotot tartós búskomorság, elesettség, szomorúság, apátia, halálvágy jellemzi. Sok elkövetőre jellemző lehet más deviancia, például alkoholizmus, drogfüggőség. Stressz tényezők is gyakran közrejátszanak, például anyagi nehézségek vagy problémák a társas kapcsolatokban. Az öngyilkosság megelőzését célzó erőfeszítések közé tartozik a lőfegyverekhez való hozzáférés korlátozása, a mentális betegségek és droggal való visszaélés kezelése, és a gazdasági fejlődés javítása.
Az öngyilkosságok túlnyomórészt lelki válságból, krízisből adódnak, ritkábban bizonyos közösségekben, szektákban, kultúrákban rituális okból is elkövethetik. Nem tartozik szorosan az öngyilkossághoz a társadalmi, kulturális, vagy egyéb kényszer hatására elkövetett önpusztítás, például a szeppuku, vagy Seneca Nero parancsára elkövetett, ill. Szókratész szintén félig-meddig kényszerű öngyilkossága; vagy egy az egyéni életnél magasabb rendűnek tartott cél elérése érdekében végzett önfeláldozó cselekedet, hősi halál, mint Dugovics Titusz tette, vagy Zrínyi Miklós kirohanása.
Az öngyilkosság leggyakoribb elkövetési módja országonként változik, és részben függ az adott mód elérhetőségétől. A gyakori módok közé tartozik az önakasztás, a növényvédőszerrel történő önmérgezés, és a lőfegyverek használata. Évente mintegy 800 000 – 1 000 000 ember hal meg öngyilkosság következtében, így a világon a tizedik leggyakoribb halálozási oknak minősül. Az arány férfiak körében magasabb mint a nőknél, és a nőkhöz viszonyítva férfiak között háromszor-négyszer valószínűbb, hogy öngyilkosságot követnek el. Becslések szerint évente 10 – 20 millió meghiúsult öngyilkossági kísérlet fordul elő. A kísérletek a fiatalok és a nők körében gyakoribbak.
Az öngyilkosság megítélését nagyban befolyásolják egzisztencialista megfontolások, mint például a vallás, a becsület és az élet értelme. Az ábrahámi vallások hagyományosan Isten elleni bűnnek tekintik az öngyilkosságot az élet szentsége melletti meggyőződés miatt. Japánban a szamurájok korában a szeppuku tiszteletre méltó tettnek számított, kudarcok jóvátételének és tiltakozás kifejezésének eszközeként. A ma már törvénytelen Sati elterjedt volt az indiai temetkezési gyakorlatban, amely szerint az özvegytől elvárták, hogy az elhunyt férje halotti máglyáján önégetéssel véget vessen életének, akár önként, akár a család és a társadalom nyomására.
Az öngyilkosság és öngyilkossági kísérlet korábban büntetendő cselekmény volt, mára azonban a legtöbb nyugati országban nem számít bűncselekménynek. Az iszlám országok többségében továbbra is bűncselekménynek tartják. A 20. és 21. században az önégetéssel elkövetett öngyilkosságot tiltakozás kifejezési eszközeként alkalmazzák, a kamikaze repülést és az öngyilkos bombamerényletet pedig harcászati vagy terrorista taktikaként.
Magyarországon az öngyilkossági kísérletet nem bünteti a törvény, csak az öngyilkosságban közreműködést (értsd: más öngyilkosságában való közreműködést), 5 évig terjedő szabadságvesztéssel rendeli büntetni a Büntető törvénykönyv.

## Definíciók
Öngyilkosság az a cselekedet, amikor valaki szándékosan a saját halálát okozza. Öngyilkossági kísérlet avagy nem halálos kimenetelű öngyilkosságra utaló magatartás az, amikor valaki önmaga sérülését okozza azzal a szándékkal, hogy véget vessen életének, de a sérülés nem okozza a halálát. Segített öngyilkosság az, amikor egy személy egy másiknak közvetve segít abban, hogy véget vessen az életének, tanáccsal vagy a végrehajtás eszközével látva el őt. Ezzel szemben az eutanázia során egy másik személy aktívan vesz részt abban, hogy valaki véget vessen az életének. Öngyilkossági gondolatoknak nevezik a pszichológiában azt a lelkiállapotot, amelynek során valaki fontolóra veszi, hogy véget vet saját életének.

## Kockázati tényezők

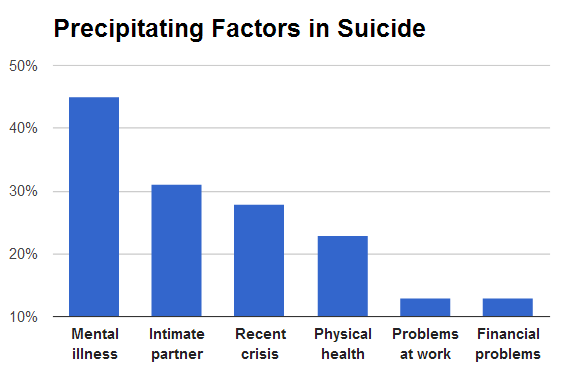
Öngyilkosságot kiváltó körülmények 16 amerikai államban 2008-ban. Balról jobbra haladva a leggyakoribb okok: mentális zavar, párkapcsolati probléma, egyéni krízishelyzet, betegség, munkahelyi problémák, pénzügyi problémák.

Az öngyilkosság kockázatát többek között a következő tényezők befolyásolhatják:
- 55 év feletti életkor (a mai fejlett világban már a 12-49 év közötti korosztályban is az egyik vezető halálok)
- Fájdalmas vagy rokkantsággal járó betegség
- Egyedüllét, magány
- Gyász
- Tartozás vagy nincstelenség, munkanélküliség
- Megalázottság vagy szégyenérzet
- Depresszió, főleg pszichózissal vagy szorongással párosulva
- A szomorúság megmaradása a depresszió egyéb tüneteinek elmúlta után is
- Kábítószerezés és/vagy alkoholizmus
- Korábbi öngyilkossági kísérletek
- Családban elkövetett öngyilkosság
- Családban elszenvedett fizikai vagy nemi erőszak
- Előtte elkövetett erőszaktevés vagy gyilkosság
- Szerelmi bánatok

Mentális betegségek és kábítószerrel való visszaélés gyakran együttesen lépnek fel. További kockázati tényező még a korábban megkísérelt öngyilkosság, az elkövetés eszközének elérhetősége, a családban már előfordult öngyilkosság, illetve traumás agysérülés megléte. Nagyobb gyakorisággal fordul elő öngyilkosság például olyan háztartásokban, ahol lőfegyvert tartanak. Öngyilkossági gondolatokat válthatnak ki társadalmi-gazdasági tényezők, például a munkanélküliség, a szegénység, a hajléktalanság és a hátrányos megkülönböztetés. Az öngyilkosságot elkövetők mintegy 15–40%-a hagy maga után búcsúlevelet. Genetikai tényezők az esetek 38–55%-ában járulnak hozzá az öngyilkossági hajlammal jellemzett magatartás megnyilvánulásához. Háborús veteránoknál nagyobb az öngyilkosság kockázata, részben a mentális betegségek gyakoribb előfordulása miatt, részben a háborúval összefüggő fizikai és lelki eredetű (háborús traumatizáltság) egészségügyi problémák következtében.

### Mentális zavarok
Mentális zavarok gyakran jelen vannak az öngyilkosság elkövetésekor, a különböző becslések szerint az esetek legalább 27%-ában, de akár a 90%-ot is meghaladóan játszanak szerepet. A pszichiátriai osztályra beutaltak körében a befejezett öngyilkosság kockázata életük során körülbelül 8,6%. Az öngyilkosság következtében meghalt személyek mintegy felénél valószínűsíthető volt súlyos depresszív zavar; ez a betegség, illetve egy másik hangulatzavar – például a bipoláris zavar – megléte 20-szorosára növeli az öngyilkosság kockázatát. Egyéb közrejátszó körülmények még a szkizofrénia (14%), a személyiségzavarok (14%), a bipoláris zavar, és a poszttraumás stresszbetegség. A skizofréniában szenvedők mintegy 5%-a hal meg öngyilkosság következtében. Az evészavarok (bulémia, anorexia) ugyancsak fokozott kockázatot jelentő tényezők.
A korábban elkövetett öngyilkossági kísérletek jelzik előre legmegbízhatóbban, hogy feltehetően öngyilkosság fog bekövetkezni. Az öngyilkosságok körülbelül 20%-ában már történt korábbi kísérlet. Azok közül, akik öngyilkosságot kíséreltek meg, 1% befejezett öngyilkosságot követ el egy éven belül és több mint 5% követ el öngyilkosságot 10 éven belül. Habár az önbántalmazást önmagában nem tekintik öngyilkossági kísérletnek, az önsérüléses magatartás megléte összefüggésben áll az öngyilkosság fokozott kockázatával.
A befejezett öngyilkosságot elkövetők közül körülbelül 80% orvoshoz fordult a halálát megelőző egy éven belül, és 45%-uk egy hónappal a bekövetkezést megelőzően. A befejezett öngyilkosságot elkövetők közül körülbelül 25–40% állt kapcsolatban mentális ellátást szolgáltató intézménnyel a halált megelőző évben.

### Kábítószerek használata

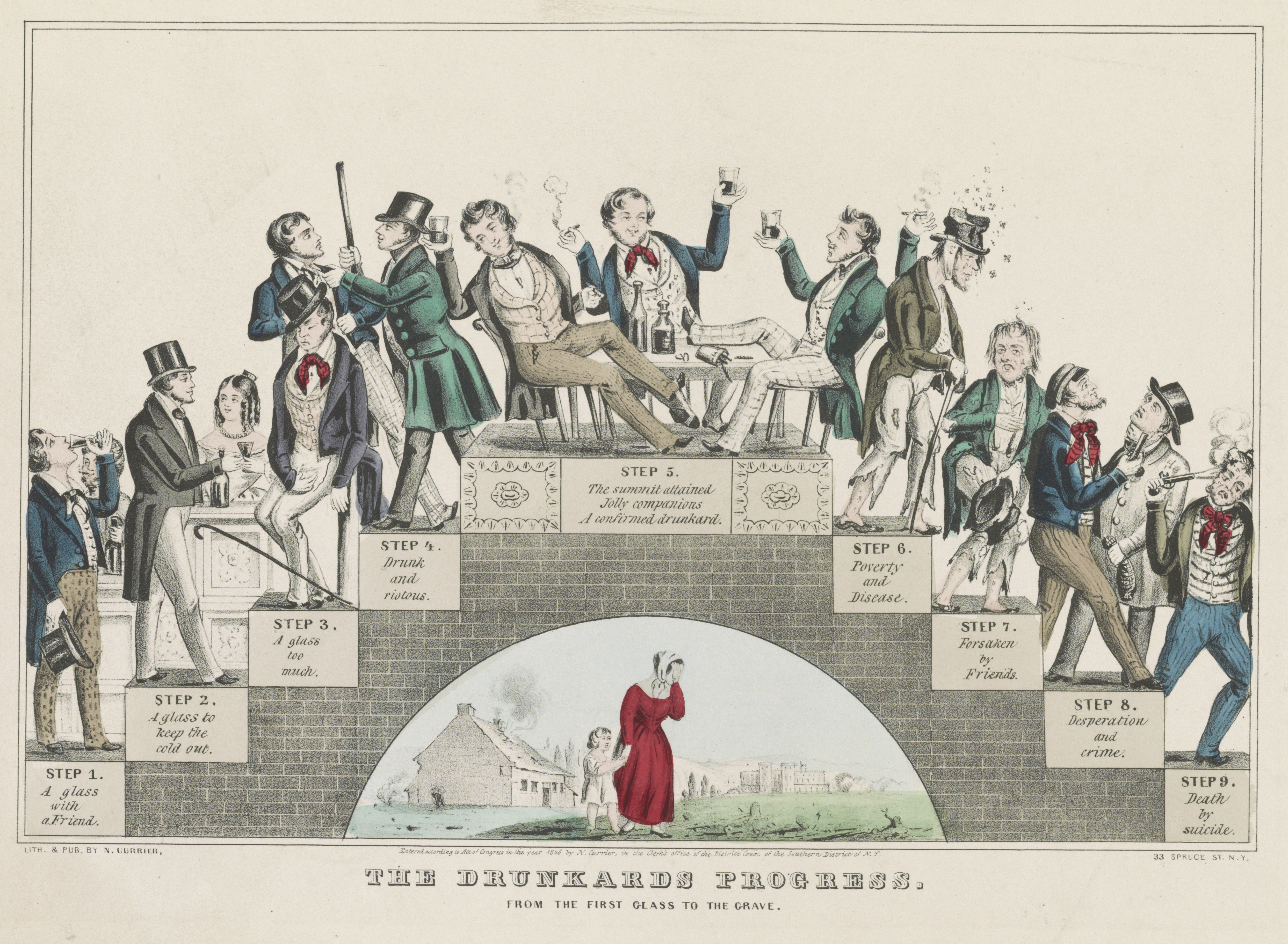
"Az iszákos életútja" (1846) azt szemlélteti, hogyan vezethet az alkoholizmus öngyilkossághoz

A kábítószer abúzus az öngyilkosság második leggyakoribb rizikófaktora a súlyos depresszió és a bipoláris zavar után. Mind a kábítószerrel való tartós visszaélés, mind a heveny intoxikáció közrejátszó tényezők. Amikor személyes veszteségérzettel párosul – például gyász kapcsán –, a kockázat tovább fokozódik. A kábítószerrel való visszaélés ezen felül mentális zavarokkal is összefüggésbe hozható.
A legtöbben szedatív (nyugtató) vagy hipnotikus (altató) hatású drogok (például alkohol vagy benzodiazepinek) hatása alatt követnek el öngyilkosságot, ezek közül alkoholizmus áll fenn az esetek 15–61%-ában. Azokban az országokban, ahol nagyobb mértékű az alkoholos italok fogyasztása és adott területen belül nagy számban találunk bárokat, magasabb az öngyilkosság előfordulási gyakorisága is. Ez az összefüggés elsősorban a tisztára párolt ún. finomszeszek fogyasztásának gyakoriságából ered. Az alkoholizmus miatt kezelt személyek mintegy 2,2–3,4%-ának halálát okozza öngyilkosság. Az öngyilkosságot megkísérlő alkoholisták többnyire férfiak, idősebbek, és korábban már volt öngyilkossági kísérletük. A heroint használók körében bekövetkezett halálesetek 3–35%-át öngyilkosság okozza (ez körülbelül 14-szer több, mint a heroint nem használóknál).
A kokainnal és methamphetaminnal való visszaélés nagy mértékben összefügg az öngyilkossággal. A kokaint használóknál az elvonási időszak során jóval magasabb a kockázat. Ugyancsak jelentős kockázat áll fenn az inhaláló szerekkel visszaélők körében; 20% kísérel meg öngyilkosságot élete során és több mint 65% veszi fontolóra. A dohányzás összefüggésben áll az öngyilkosság kockázatával. Nincs sok bizonyíték arra, hogy miért áll fenn ez az összefüggés; azonban feltételezik, hogy a dohányzásra hajlamos személyek az öngyilkosságra is hajlamosabbak. A dohányzás egészségi problémákat okoz, ami a későbbiekben oda vezethet, hogy az illető véget akar vetni az életének. A dohányzás kihathat az agy kémiai összetételére is oly módon, hogy az fokozza a hajlamot az öngyilkosságra. A marihuána (kannabisz) fogyasztása és az öngyilkosság fokozott kockázata között nem figyeltek meg összefüggést.

### Szerencsejáték probléma

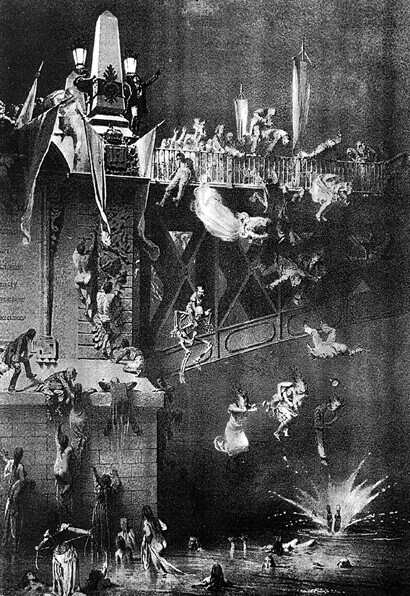
Zichy Mihály: Hídavatás, illusztráció

Összefüggést mutattak ki a szerencsejáték-függőség és az átlag lakossághoz viszonyított öngyilkossági gondolatok, illetve kísérletek megszaporodása között. A kóros szerencsejáték-függőségben szenvedők 12-24%-a kísérel meg öngyilkosságot. Ezek házastársainál háromszor gyakoribb az öngyilkosság, mint az átlag lakosság körében. Egyéb tényezők, amelyek növelik a problémajátékosok öngyilkossági kockázatát: mentális betegségek, alkohollal és drogokkal való visszaélés.

### Egészségi problémák
Összefüggést mutattak ki az öngyilkossági hajlam és az olyan testi egészséggel kapcsolatos problémák között, mint például: krónikus fájdalom, traumás agysérülés, rák, hemodialízis, HIV, szisztémás lupus erythematosus. A rák diagnosztizálása körülbelül megkétszerezi az öngyilkosság későbbi kockázatát. A megnövekedett öngyilkossági hajlam a depresszív zavarhoz és alkohol abúzushoz való alkalmazkodás esetén is fennmaradt. Többféle kórállapot egyidejű fennállása esetén a kockázat különösen nagy lehet. Japánban az öngyilkosság elsődleges indokaként az egészségi problémákat tartják számon.
Az olyan alvászavarok, mint az álmatlanság és az alvási apnoe depresszióra és öngyilkosságra hajlamosító kockázati tényezők. Bizonyos esetekben az alvászavarok a depressziótól függetlenül is kockázati tényezőt képezhetnek. Számos kórállapot esetében a hangulatzavarokhoz hasonló tünetek léphetnek fel: hypothyreosis, Alzheimer-kór, agydaganatok, szisztémás lupus erythematosus esetében és számos gyógyszer (például béta-receptor blokkolók és szteroidok) mellékhatásaként.

### Lelkiállapotok és szociális helyzetek
Számos lelkiállapot növeli az öngyilkosság kockázatát, többek között a reménytelenség, az élet örömeinek elvesztése, a depresszió és a szorongás. A gyenge problémamegoldó készség, a valamikori képességek elvesztése és a gyenge impulzuskontroll szintén közrejátszik. Idősebbeknél fontos tényező, ha úgy érzik, másoknak terhére vannak.
Az újabb keletű stresszes életesemények, mint például egy családtag vagy egy barát elvesztése, az állás elvesztése vagy a társadalmi elszigeteltség (pl. a magányos életmód) növelik a kockázatot. Akik soha nem éltek házastársi kapcsolatban, szintén nagyobb kockázatnak vannak kitéve. A vallásosság csökkentheti az öngyilkosság kockázatát. Ezt annak tulajdonítják, hogy sok vallás negatív módon viszonyul az öngyilkossághoz, valamint annak, hogy a vallás fokozhatja az összetartozás érzését. Úgy tűnik, hogy a vallásos emberek közül a muzulmánoknál a legkisebb az öngyilkosság előfordulási gyakorisága.
Van, aki azért követ el öngyilkosságot, hogy az erőszakoskodástól vagy az előítéletektől megszabaduljon. A gyermekkorban elszenvedett nemi erőszak és a nevelőotthonban való elhelyezés szintén kockázati tényező. Az összkockázat 20%-át a nemi erőszaknak tulajdonítják.
Az öngyilkosság evolúcióelméleti magyarázata az, hogy javíthatja az inkluzív fitneszt. Ez akkor fordul elő, ha az öngyilkosságot elkövető személynek nem lehet több gyermeke, és életben maradásával rokonai anyagi forrásait veszi igénybe. Az ellenvélemények közé tartozik, hogy az egészséges serdülőkorúak által elkövetett sikeres öngyilkosság valószínűleg nem növeli az inkluzív fitneszt. Egy valamikori, nagyon különböző környezethez való alkalmazkodás a jelenlegi környezetben nem biztos, hogy megfelelő.
Az öngyilkossági kockázat a szegénységgel is összefügg. A másokhoz viszonyított relatív szegénység növekedésével az öngyilkosság kockázata növekszik. Indiában 1997 óta több mint 200 000 földműves követett el öngyilkosságot, részben pénzügyi problémák miatt. Kínában az öngyilkosság valószínűsége háromszor nagyobb vidéken, mint városi környezetben, amit részben az ország e területein fennálló anyagi nehézségeknek tulajdonítanak.

### Média
Fontos szerepe van a médiának, amelyhez az internet is hozzá tartozik. Annak, hogy a média hogyan tünteti fel az öngyilkosságot, ezt elősegítő hatása lehet az öngyilkosság igen gyakori, hangsúlyos és ismételt bemutatása által, az öngyilkosság dicsőítésével vagy romantikus színben való feltüntetésével gyakorolva a legnagyobb befolyást. Az öngyilkosság bizonyos módjának részletes bemutatása növelheti az illető öngyilkossági módszer gyakoriságát a lakosság egészének körében.
Az utánzó szándékú öngyilkosságnak a kiváltása Werther-effektusként ismert, amelyet Goethe Az ifjú Werther szenvedései című regényének öngyilkos főhőséről neveztek el. Ennek a kockázata nagyobb azoknál a serdülőkorúaknál, akik a halált romantikusnak találják. Úgy tűnik, hogy míg a hírműsoroknak jelentős a hatása, a szórakoztató műsoroké nem egyértelmű. A Werther-effektus ellentéteként a Papageno-effektust tartják számon, amelynél megelőző hatásúak lehetnek a nehézségekkel való megbirkózás hatékony mechanizmusai. A Papageno-effektus nevét Mozart A varázsfuvola című operájának egyik szereplője után kapta, aki egy szeretett személy elvesztésétől való félelmében öngyilkosságra készül, míg végül barátai a segítségére sietnek. Ha a média a megelőzés szempontjából megfelelő tudósítási irányelveket követ, az öngyilkosságok kockázata csökkenthető. A médiaipar érdeklődésének – főként hosszú távú – felkeltése azonban nem könnyű.

### Racionális
Racionális öngyilkosságnak azt nevezik, amikor valaki átgondoltan, észszerű indokok alapján vet véget az életének, bár van, aki úgy véli, hogy az öngyilkosság soha nem észszerű. 
Az élet helyett filozófiai okból választhatják a halált például a passzív nihilisták.
Azt, amikor valaki a mások javáért vet véget az életének, altruista öngyilkosságnak nevezik. Erre példa, amikor egy idős ember azért lesz öngyilkos, hogy több élelem jusson a közösség fiatalabb tagjai számára. Bizonyos eszkimó kultúrákban ezt tiszteletre méltó, bátor és bölcs cselekedetnek tekintették.
Az öngyilkos támadás az a politikai hátterű cselekedet, amikor a támadó olyan erőszakos cselekményt követ el mások ellen, amelyről tudja, hogy a saját halálát fogja okozni. Vannak öngyilkos merénylők, akik így akarnak mártírhalált halni. A kamikaze küldetéseket egy magasabb rendű cél vagy erkölcsi kötelesség teljesítéseként hajtották végre a második világháború során a japán légierő pilótái – azóta ez a megnevezés az általános kultúra része lett és általános értelemben használják a nagyon veszélyes (katonai) küldetések megjelölésére. A gyilkosság-öngyilkosság olyan emberölés, amelyet egy héten belül a gyilkos öngyilkossága követ. A tömeges öngyilkosságokat gyakran közösségi nyomás hatására követik el, amikor egy csoport tagjai lemondanak szabad akaratukról, és egy vezetőre bízzák magukat. Akár két ember esetében is tömeges öngyilkosságról beszélünk, amit gyakran neveznek öngyilkossági paktumnak.
Van, aki leromlott állapot esetén, amikor a további élet elviselhetetlen lenne, menekvésként öngyilkosságot követ el. A náci koncentrációs táborokban voltak olyan foglyok, akik szándékosan érintették meg a nagyfeszültségű kerítést azért, hogy öngyilkosok legyenek.

## Elkövetési módok

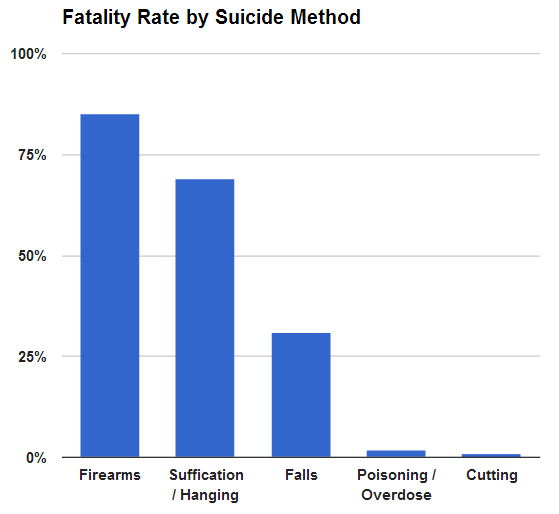
Halálozási arány az öngyilkosság elkövetési módja szerint az Egyesült Államokban.

Az öngyilkosság legelterjedtebb módja országonként változó. A különböző régiókban az elkövetés módjai többek között az önakasztással, növényvédőszerrel elkövetett önmérgezéssel, vagy lőfegyverrel elkövetett öngyilkosság. Az eltérések feltételezhetően a különféle elkövetési módok elérhetőségéből erednek. Egy 56 országra kiterjedt felmérés megállapítása szerint a legtöbb országban az önakasztás a leggyakoribb módszer, az öngyilkosságok mintegy 53%-ában a férfiak körében és 39%-ában a nők körében.
Világszerte az öngyilkosságok 30%-át növényvédőszerrel követik el. A módszer elterjedtsége azonban jelentősen változó: míg Európában csak 4%, addig a csendes-óceáni térségben az 50%-ot is meghaladja. Ugyancsak gyakori ez a mód Latin-Amerika országaiban, mivel könnyen hozzáférhető a mezőgazdaságban dolgozók körében. Sok országban kábítószer túladagolás az elkövetés módja, körülbelül 60% a nők körében és 30% a férfiak körében. Sok esetben az öngyilkosság nem előre eltervelt, hanem heveny, ellentmondásos érzelmi állapotban követik el. A halálozási arányok az elkövetés módja szerint változnak: lőfegyverrel 80-90%, fulladással 65-80%, önakasztással 60-85%, kipufogó gázzal 40-60%, mélybe ugrással 35-60%, faszénégetéssel 40-50%, növényvédőszerrel 6-75%, gyógyszer túladagolással 1.5-4%. Az öngyilkossági kísérleteknél leggyakrabban alkalmazott módszerek különböznek a befejezett öngyilkosság leggyakoribb módjaitól. A fejlett országokban az öngyilkossági kísérletek 85%-át drog túladagolással követik el.
Az Egyesült Államokban az öngyilkosságok 57%-ában használnak lőfegyvert. Ez a módszer férfiaknál gyakoribb, mint a nőknél. A következő leggyakoribb halálozási ok a férfiaknál az önakasztás, a nőknél pedig az önmérgezés. Az USA-ban ez a két módszer teszi ki az öngyilkosságok mintegy 40%-át. Svájcban – ahol szinte minden háztartásban található lőfegyver – az öngyilkosságok többségét önakasztással követik el. Magasból leugrás útján sokan vetnek véget életüknek Hongkongban és Szingapúrban, 50% illetve 80% gyakorisággal. Kínában a növényvédőszer fogyasztása útján történik a legtöbb öngyilkosság. Japánban a szeppuku vagy hara-kiri néven ismert mód továbbra is előfordul, amelynek során az elkövető felvágja saját hasfalát, de a leggyakoribb az önakasztás.

## Patofiziológia
Sem az öngyilkosság, sem a depresszió hátterében nincs ismert patofiziológiás ok. A vélekedések szerint azonban kiváltó oka a viselkedési, szociális-környezeti, és pszichiátriai tényezők együttes közrejátszása.
Az idegi növekedést-fejlődést befolyásoló protein, az ú.n. agyi neurotrofikus faktor (BDNF) alacsony szintjét egyrészt közvetlen összefüggésbe hozták az öngyilkossággal, másrészt közvetve összefügg a súlyos depresszióval, a poszttraumás stresszbetegséggel, a skizofréniával és a Obszesszív-kompulzív zavarral. Boncolási vizsgálatok alacsonyabb BDNF értékeket állapították meg a hippocampusban és a prefrontális kortexben, függetlenül attól, hogy az öngyilkosság következtében elhunyt személy tapasztalt-e pszichiátriai problémákat vagy sem. A vélekedések szerint a szerotonin, az agyi neurotranszmitter értékek alacsonyak azoknál, akik öngyilkosságot követnek el. Ezt részben arra alapozzák, hogy a halál beállta után az 5-HT2A receptorok emelkedett szintjeire van bizonyíték. További bizonyíték még a szerotonin bomlásterméke, az 5-hidroxiindolecetsav lecsökkent szintje az agyi-gerincvelői folyadékban. Közvetlen bizonyítékot azonban nehéz szerezni. A vélemények szerint szintén szerepet játszik az öngyilkosság kockázatának megállapításában az epigenetika – a környezeti tényezők hatására módosuló genetikai kifejeződés, amely nem jár együtt a DNS szekvenciájának megváltozásával.

## Megelőzés, kezelés

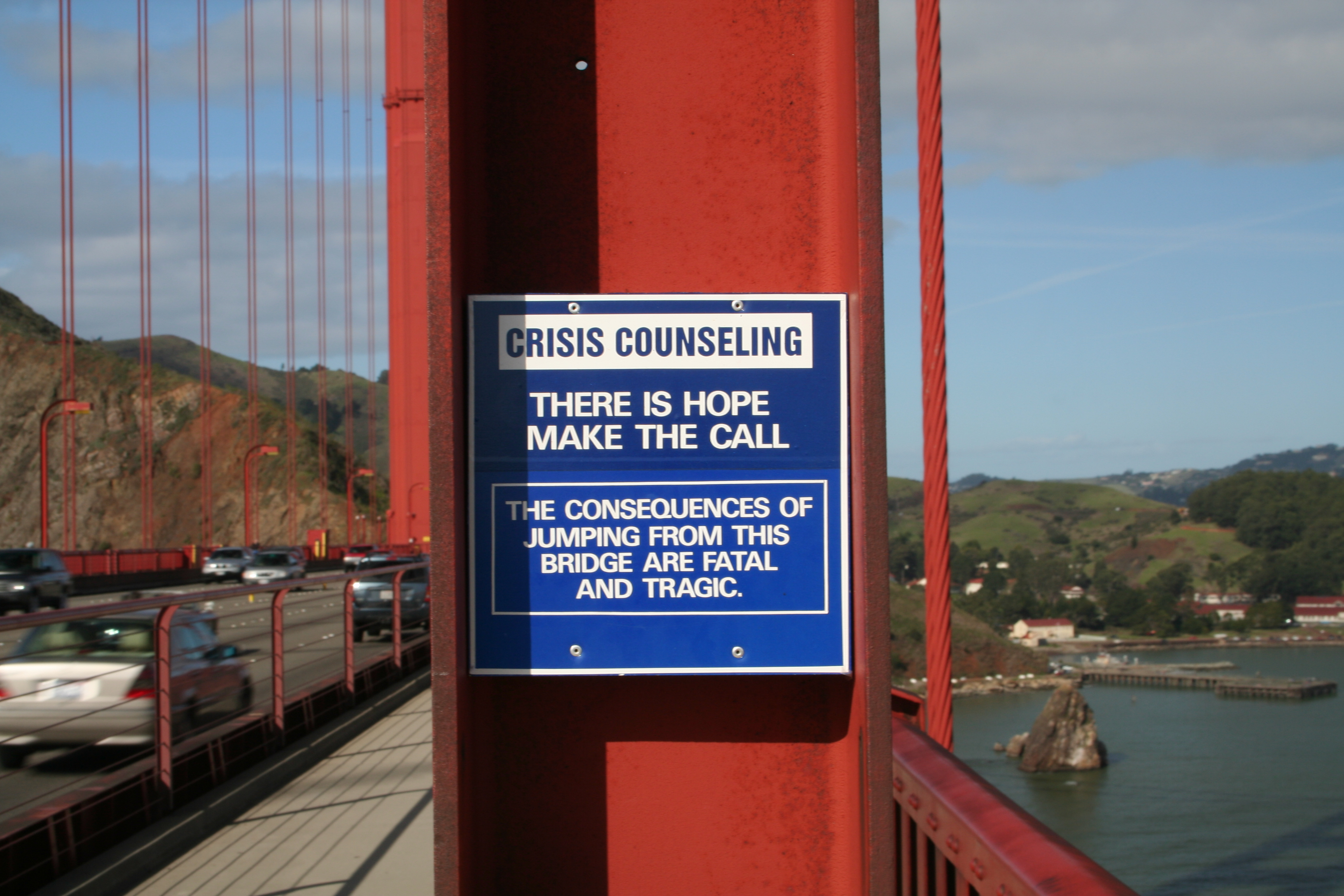
Az öngyilkosság megelőzésére tett kezdeményezések keretében ez a jelzés a speciális segélytelefonra hívja fel a figyelmet San Francisco híres Golden Gate hídján. A telefon közvetlen segélyvonallal szolgál krízis esetére.

Az öngyilkosság megelőzésére tett erőfeszítések célja az öngyilkossági esetek előfordulási gyakoriságának visszaszorítása. Egyes elkövetési módok – például lőfegyverek vagy mérgek – hozzáférhetőségének csökkentése mérsékli a kockázatot. Egyéb intézkedések még többek között a faszén hozzáférhetőségének korlátozása, és védőkorlátok építése a hidakon és földalatti peronokon. Ugyancsak hatékony lehet a drog és alkohol függőségben, illetve depresszióban szenvedők kezelése, valamint azoké, akik korábban már megkísérelték az öngyilkosságot. Egyesek megelőzési stratégiaként javasolják az alkohol hozzáférhetőségének korlátozását (például a bárok számának csökkentésével).
Egyes felmérések szerint az öngyilkossági kísérletek száma a befejezett cselekményeknek mintegy hatszorosára becsülhető. Az öngyilkossági kísérletek jelentős része ún. segélykiáltás (cry for help), azaz jelzés a környezet felé, így rendkívüli jelentőséggel bírnak a terápiás csoportok, a telefonos lelkisegély-szolgálatok és internetes segélyszolgálatok, az egyházi tevékenység, és a médiában megjelenő felvilágosító cikkek. Aki lelki zavarok, depresszió jeleit észleli magán, időben szakszerű kezelést kaphat, és ez akár életmentő is lehet. Habár a krízis segélyvonalak elterjedtek, sem hatékonyságuk alátámasztására, sem ennek megcáfolására nincs elég bizonyíték.
Bár az öngyilkosság hátterében általában valamilyen mentális zavar áll, számos öngyilkosság veszélyére utaló jel felismeréséhez nincs szükség szakorvosra. A halálvágy megfogalmazása, akár szimbolikusan (zuhanás vágya, hosszú alvás, messzire utazás), akár konkrétan kimondva; gyógyszerek, mérgek gyűjtögetése, személyes tárgyak elajándékozása, esetleg fegyver beszerzése az élet kioltására való szándék közvetett jelei. Az ilyen tevékenységekre és kommunikációs kísérletekre érkező reakciók jelentősen befolyásolják az érintett személy lelkiállapotát, és így szándékait.
Az öngyilkosságot fontolgató személyisége bizonyos változásokat mutat. Érzelmi beszűkültség, az emberi kapcsolattartás szegényessége vagy hiánya, a saját értékrendbe és életszemléletbe vetett hit jelentős csökkenése figyelhető meg. Ezek a tünetek depresszióra utalnak, mely betegségben az öngyilkosságot elkövetők körülbelül kétharmada szenved. Jellemző a Kézdi Balázs által "negatív kódként" emlegetett kommunikáció, a tagadások megnövekedett aránya, illetve az "én" gyakori kiemelése a beszéd közben. Különböző betegségek is komoly kockázati tényezőt jelentenek, például szkizofrénia, drog- és alkoholfüggőség, evészavarok, különféle személyiségzavarok.
Az orvostudomány mai gyakorlatában e mentális betegség kezelése gyógyszerek, illetve különféle pszichoterápiás eljárások formájában történik. Azoknál a fiatalkorú felnőtteknél, akiket az öngyilkosság gondolata foglalkoztat, kognitív magatartásterápia hasznosnak bizonyulhat a megelőzésben.
A gazdasági fejlődés a szegénység visszaszorításán keresztül csökkentheti az öngyilkosságok előfordulási gyakoriságát. Hatékonyak lehetnek a szociális kapcsolatok fokozására tett erőfeszítések is, különösen idősebb korú férfiak körében.

### Szűrés
Kevés adat áll rendelkezésre az átlagnépesség szűrésének az öngyilkosság gyakoriságára gyakorolt hatására vonatkozóan. Az ilyen eszközökkel végzett tesztek során nagy számban fordul elő pozitív eredmény azoknál is, akiknél nem áll fenn az öngyilkosság veszélye, és egyesek aggódnak a miatt, hogy a szűrés jelentősen leterhelheti a mentális gyógyellátás erőforrásait. Javasolt azonban mindazok felmérése, akiknél a kockázat magas. A megfigyelések szerint az öngyilkossági hajlamról való érdeklődés önmagában nem fokozza a kockázatot.

### Mentális betegségek
A mentális problémákkal küzdők esetében többféle kezelés csökkentheti az öngyilkosság kockázatát. Azok, akiknél az öngyilkosságra való hajlam cselekvésben is megnyilvánul, pszichiátriai kezelésre utalhatóak, akár önként, akár kényszerrel. Ilyen esetekben a beutaltakat jellemzően megfosztják azoktól a tárgyaktól, amelyekkel önmaguknak árthatnak. Egyes kezelőorvosok a betegekkel aláíratnak egy öngyilkosság-megelőző szerződést, amelyben vállalják, hogy a kórházból való elbocsátás után nem fognak maguknak ártani. Nincs arra vonatkozó bizonyíték azonban, hogy ez a gyakorlat kellően hatékony-e. Ha valakinél alacsony a kockázat, járóbeteg mentális kezelésről lehet gondoskodni. A rövidtávú kórházi kezelés nem bizonyult hatékonyabbnak a közösségi ellátásnál azoknál a borderline (határeseti) személyiségzavaros betegeknél, akiknél tartósan fennáll az öngyilkossági hajlam.
Feltételes bizonyíték van arra, hogy a pszichoterápia – közelebbről a dialektikus magatartásterápia – csökkenti az öngyilkossági hajlamot a serdülőkorúak körében. valamint azoknál, akiknél borderline (határeseti) személyiségzavar is fennáll Nincs azonban arra vonatkozóan bizonyíték, hogy a befejezett öngyilkosságok száma csökken pszichoterápia eredményeként.
Ellentmondóak a vélemények az antidepresszánsok előnyei, illetve káros hatásai tekintetében. A fiatalabbak körében az újabb antidepresszánsok – például az SSRI (Selective serotonin reuptake inhibitor) – úgy tűnik, fokozzák az öngyilkosság kockázatát, 25 : 1000 arányról 40 : 1000 arányra. Idősebbeknél azonban csökkenthetik a kockázatot. A lítium hatékonynak bizonyul a kockázat csökkentésében – akár az átlagnépesség kockázati szintjéig is – azoknál, akik bipoláris zavarban vagy unipoláris depresszióban szenvednek.

## Epidemiológia

### Országonként
| (n. a.) <3 3–6 6–9 9–12 12–15 15–18 | 18–21 21–24 24–27 27–30 30–33 >33 |

Önmagának okozott sérülések miatti halálesetek száma 100 000 lakosonként 2004-ben.
<3
3–6
6–9
9–12
12–15
15–18
18–21
21–24
24–27
27–30
30–33
>33

Megközelítőleg az emberek 0,5-1,4%-a hal meg öngyilkosság miatt. A világon 2008-2009-ben az öngyilkosság a tizedik leggyakoribb halálok volt, körülbelül 800 000 és 1 millió közti halálesettel évente, amelynek következtében a 100 000 lakosra eső éves halálozási ráta 11,6 lett. 1960-tól 2012-ig az öngyilkosságok száma 60%-kal emelkedett, ez az arány elsősorban a fejlődő világban figyelhető meg. Minden halállal végződő öngyilkossághoz 10–40 öngyilkossági kísérlet számítható.
Az öngyilkosság előfordulási gyakorisága országonként és időszakonként jelentősen eltér. 2008-ban a halálesetek százalékos aránya a következő volt: Afrika 0,5%, Délkelet-Ázsia 1,9%, Amerika (Észak- és Dél-) 1,2% és Európa 1,4%. 100 000 emberre eső öngyilkosságok száma: Ausztrália 8,6, Kanada 11,1, Kína 12,7, India 23,2, Egyesült Királyság 7,6, Egyesült Államok 11,4. Az Egyesült Államokban 2009-ben a 10. leggyakoribb halálok volt, évente körülbelül 36 000 esettel. Ezen kívül közel 650 000 ember kerül a sürgősségi osztályra évente öngyilkossági kísérlet miatt. Litvániában, Japánban és Magyarországon a világon a legmagasabb az előfordulási gyakoriság. Abszolút értéket tekintve Kínában és Indiában követik el az öngyilkosságok több mint felét. Kínában az öngyilkosság az 5. leggyakoribb halálok.

### Nemi megoszlás
| (n. a.) < 1 1–5 5–5.8 5.8–8.5 8.5–12 12–19 | 19–22.5 22.5–26 26–29.5 29.5–33 33–36.5 >36.5 |

Nyugaton háromszor több férfi hal meg öngyilkosság miatt, mint ahány nő. Ezt azzal magyarázzák, hogy a férfiak által választott módszerek nagyobb valószínűséggel okoznak halált. Ez a különbség 65 év felett még inkább kiéleződik, amikor a nőknél tízszer több férfi hal meg öngyilkosság miatt. A világ országai közül Kínában az egyik legnagyobb a nők által elkövetett öngyilkosságok gyakorisága, és ez az egyetlen ország, ahol az öngyilkosságot elkövetők között több a nő, mint a férfi (az arány: 1:0,9). A keleti mediterrán országokban az öngyilkos férfiak és nők aránya majdnem megegyezik. Az öngyilkosságot elkövető nők száma Dél-Koreában a legnagyobb – 100 000 lakosonként 22 személy -, ez Délkelet-Ázsiában és a Csendes-óceán nyugati részén általános.

### Életkor
Sok országban a legtöbb öngyilkosságot középkorúak vagy idősek követik el. Az öngyilkosságok abszolút számát tekintve a legtöbbet 19 és 29 év közötti személyek követik el, a korosztály népessége miatt. Az Egyesült Államokban a 80 évnél idősebb kaukázusi férfiak aránya a legmagasabb, annak ellenére, hogy a fiatalabbak gyakrabban tesznek öngyilkossági kísérletet. A serdülőkorúak között ez a második leggyakoribb halálok és fiatal férfiak esetén a véletlen balesetből származó halálesetek utáni második leggyakoribb ok. A fejlett világban élő fiatal férfiak 30%-a öngyilkosság miatt hal meg. A fejlődő világban hasonlóak az arányok, de az összes halálozást tekintve ez a ritkább, mivel egyéb halálokok gyakrabban játszanak közre. Délkelet-Ázsiában a világ többi részével szemben több fiatal nő követ el öngyilkosságot, mint idősebb nő.

## Az öngyilkosságról Magyarországon
** (Öngyilkosságok Pesten)
— Vasárnap reggel egy öngyilkost hoztak a Rókusba. A szerencsétlen golyó által vetett végett életének. A bonczolásnál ugy tűnt ki, hogy a pisztoly mindkét töltését elsütötte, a második szivén furódott át. Az öngyilkos zsebében egy papírba göngyölt krajczár volt s a papíron pár szó: „Isten veled világ! Én már boldog vagyok! Hátra hagyott vagyonomat (1 krajezár) a szogényeknek hagyom. K. S."
— Egy napszámos hétfőn reggel a városligetben egy fára felakasztva találtatott; a szerencsétlen hullája a Rókus-kórházba szállíttatott.
— Egy tisztességes öltözetű nő kedden reggeli 9 órakor a lánczhidról a Dunába akart ugrani, Prokop József és Stieba József budai lakosok által azonban feltartóztatott. Zsebében egy papírdarabot leltek e felirattal: „Kellner Emilia 23 éves, férjes, két gyermek anyja; gyermekeim a jó indulatuak kegyébe ajánlom." A nő elmebetegnek találtatván, a Rókuskórházba vitetett.
— Béla Ignácz betűszedő a Heckenast nyomdában, serfőző-utczai lakásán főbe lőtte magát; szerelmi bú vitte a kétségbeesett lépésre.
— Khloyber Frigyes hajóskapitány ugyancsak kedden tükör-utezai lakásán pisztolylyal vetett véget életének; hosszas és súlyos betegsége folytán buskomorságba esett.
Az Egészségügyi Világszervezet (WHO) adatai alapján az öngyilkossági ráta Magyarországon igen magas (százezer lakosra 19–25 fő jut); a 2010-es években a teljes lakosságra nézve 1900–2500 fő volt évente. Az elmúlt években naponta 5–7 ember követett el befejezett öngyilkosságot. 2005-ben világviszonylatban a hatodik legmagasabb arány volt és az EU-átlagot (17 fő/százezer lakos) is meghaladta. 2015-ben 100 ezer főre 21,6 százalék jutott, amellyel hazánk Európán a hetedik legmagasabbnak számít.
Hazánkban az öngyilkosságok száma az 1988-as csúcs óta 2020-ig folyamatosan csökkent. Az Országos Pszichiátriai és Neurológiai Intézet (OPNI) 2007-es bezárása után 2010-ig rövid megtorpanás jelentkezett.
A fiatalkorúak közül 1995-ben még 74 kamasz követett el befejezett öngyilkosságot, ez 2013-ra 22-re csökkent. A serdülőkorban elkövetett öngyilkosságok aránya stagnál, a körükben elkövetett kísérletek aránya ugyanakkor 2013 óta szignifikánsan növekszik. A rendszerváltás több lehetőséget teremtett egyrészt a lelki egészség javítására, a kezelésekre és a megelőzésre ("szabadabb élet", a lelkisegély-szolgálatok és mentálhigiénés központok, a pszichológia elfogadottságnak előtérbe kerülése és a terápiás lehetőségek bővülése), másrészt más deviáns viselkedések megvalósítása felé. Elsősorban ezek a tényezők járultak hozzá a statisztikák javulásához.
A magyar össznépesség tekintetében 2018-ban tavaly 1276 férfi és 380 nő (azaz összesen 1656 ember), 2019-ben csupán 1550, 2020-ban már kiugróan magas számú, 1706 ember követett el befejezett öngyilkosságot, amelyek közül a férfiak aránya a női elhunytak átlagosan négyszerese. 2021-ben 1203 férfi és 358 nő (azaz összesen 1561 ember) vetett véget saját kezűleg az életének.

## Statisztikák
A 2010-es évek elején a WHO statisztikája alapján világviszonylatban évente több mint 800 ezer ember vet véget életének.

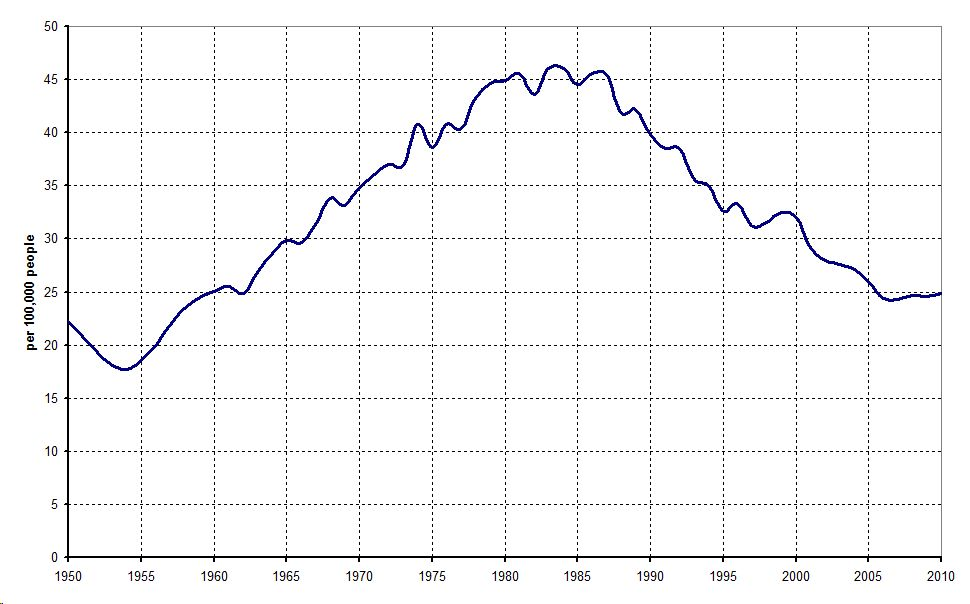
Öngyilkossági ráta Magyarországon (1950-2010)

### Dinamika
Hazánkban rendszeres adatszolgáltatás 1900 óta létezik. Eszerint az első növekedési hullám 1932-ig (35,1) tart, majd csökken egészen 1942-ig (24,1). A háború befejezéséig ismét növekszik, majd 1956-ig (19,4) csökkenés figyelhető meg, a század legalacsonyabb arányaival. Ezután folyamatos növekedés látható, a század legmagasabb értéke 1983-ban 45,3. 1988 óta folyamatos csökkenést regisztráltak egészen 2020-ig, amikor az utóbbi évek csökkenési üteméhez képest kiugró növekedés mutatkozott (2019-ben 1550, 2020-ban 1706 öngyilkosság történt) valószínűleg a Covid19-pandémia hatásai miatt (pl. bezártság).

### Struktúra
Nemek, életkor és családi állapot szerint
Az öngyilkosok körülbelül 70%-a férfi. Jellemző, hogy számuk az évek szerint nagyobb kilengéseket mutat, mint a nőké, továbbá a nők esetében lassabb, de stabilabb csökkenés figyelhető meg, így 1994-re mindössze 24,8% volt a nők aránya. Egy hipotézis szerint a férfiak tette inkább magyarázható külső, aktuális változásokkal, a nőké pedig mélyebb, kulturális vagy tradicionális értékek alakulásával.
14 éves kor alatt 1:100 000 a befejezett öngyilkosságok aránya, míg 14-19 éves kor között 10:100 000 az arány, az öngyilkosság miatt bekövetkező halálozás a korosztály esetében a második-harmadik halálok hazánkban. A fiúk ebben az életkorban négyszer gyakrabban követnek el öngyilkosságot, mint ellenkező nemű társaik, azonban a lányok esetében több a szuicid kísérlet. A család és a kortárscsoport öngyilkosságot, mint megoldási módot elfogadó jelenléte mellett a média szerepe is jelentős a serdülőkori szuicidiumok bekövetkezésében, a favorizált „sztárok” mintanyújtó hatása az elkövetés módszerét is befolyásolja. Serdülőkorban előfordulnak csoportos, kiterjesztett öngyilkosságok is, melyek valamely deviáns szubkultúrához kapcsolódva rituális jellegűek is lehetnek, általában valamilyen pszichopatológiai kórkép áll a hátterükben.
Az életkor előrehaladtával növekszik az öngyilkosság gyakorisága. A férfiaknál 45-54 éves és 65 év feletti korcsoportban, míg a nőknél elsősorban 65 év felett figyelhető meg.
Nemtől függetlenül a házasok követnek el legritkábban öngyilkosságot, és az özvegyek illetve az elváltak a leggyakrabban. Ezek a különbségek markánsabbak a férfiaknál.
Módszer szerint
Hazai sajátosság az önakasztás gyakorisága, jóllehet a férfiaknál ennél is többen választják a mérgezést. Az 1995-ös Demográfiai Évkönyv adatai szerint hazánkban az elkövetők 62,3%-a önakasztás, 20,9%-a mérgezés, 6,3%-a magasból leugrás, 2,6%-a lőfegyver vagy robbanás, 2,3%-a vízbefulladás, 1,9% vágóeszköz, 1,2% áramütés miatt vesztette életét.

## Története

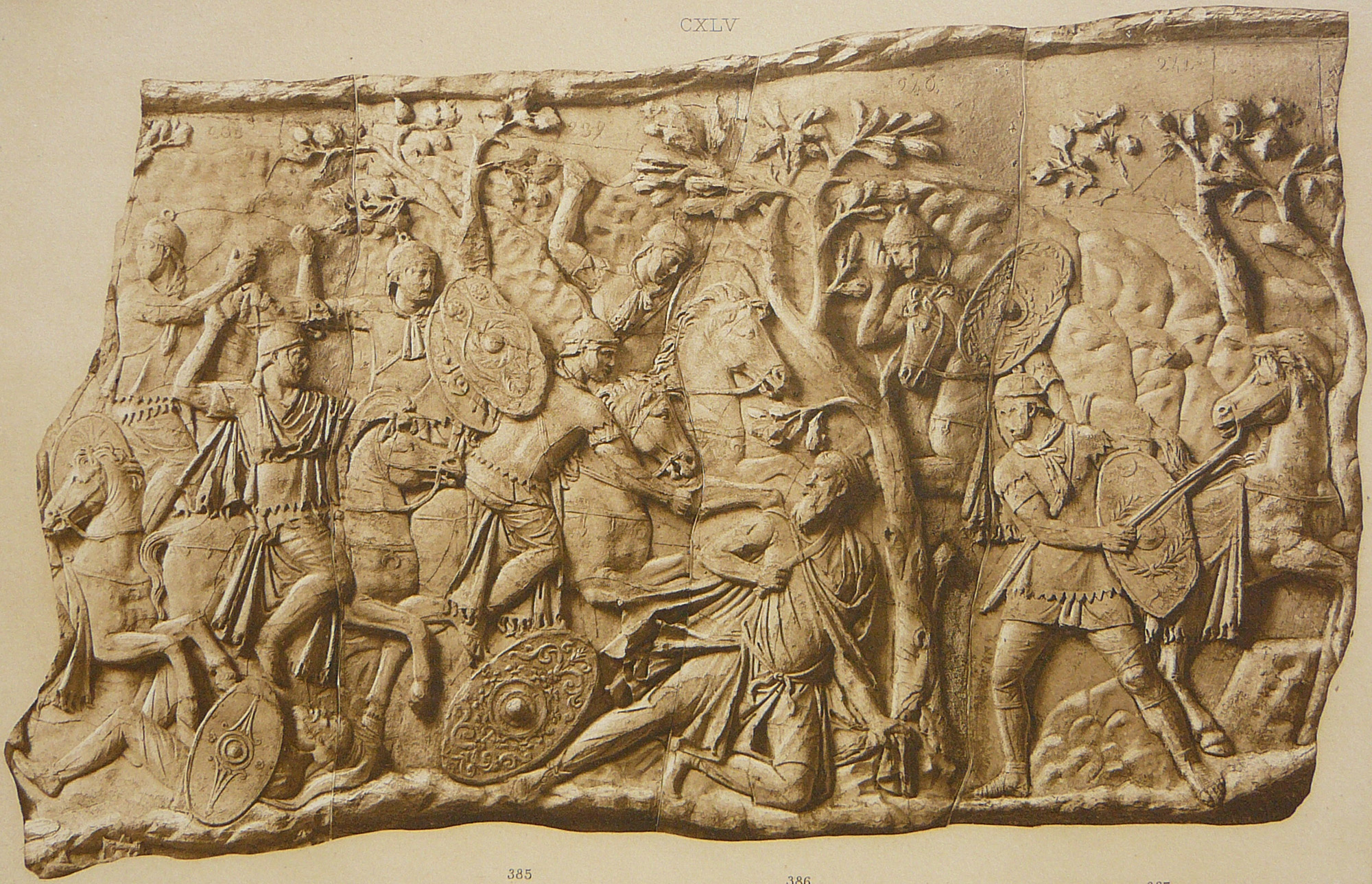
Decebalus öngyilkossága Traianus-oszlop

Az ókori Athénban az állam megtagadta a megszokott temetést és tiszteletadást azoktól, akik az állam jóváhagyása nélkül követtek el öngyilkosságot, és ezeket a halottakat magányosan temették el a város peremén, sírkő és minden egyéb jelzés nélkül. Az ókori Görögországban és Rómában az öngyilkosság a katonai vereség feldolgozásának elfogadható módszere volt. Míg az Ókori Rómában az öngyilkosság eleinte engedélyezett volt, később bűntényként kezelték az államra háruló költségek miatt. XIV. Lajos francia király 1670-es rendelkezése ennél sokkal komolyabb volt: a halott ember testét arccal lefelé végigvonszolták az utcákon, majd felakasztották vagy egy szemétdombra hajították. Ezen felül elkobozták a halott összes személyes tulajdonát. A történelem során a keresztény egyház kiközösítette az öngyilkosságot megkísérlőket, és az öngyilkosság miatt elhunytakat a szentelt sírkerteken kívülre temették. A kései 19. században Nagy-Britanniában az öngyilkossági kísérlet gyilkossági kísérletnek számított és akasztással büntették. Európában a 19. században az öngyilkosságot kezdetben bűnös eredetűnek tartották, majd ez később változott és őrületből fakadónak tekintették.

### Jogi vonatkozásai

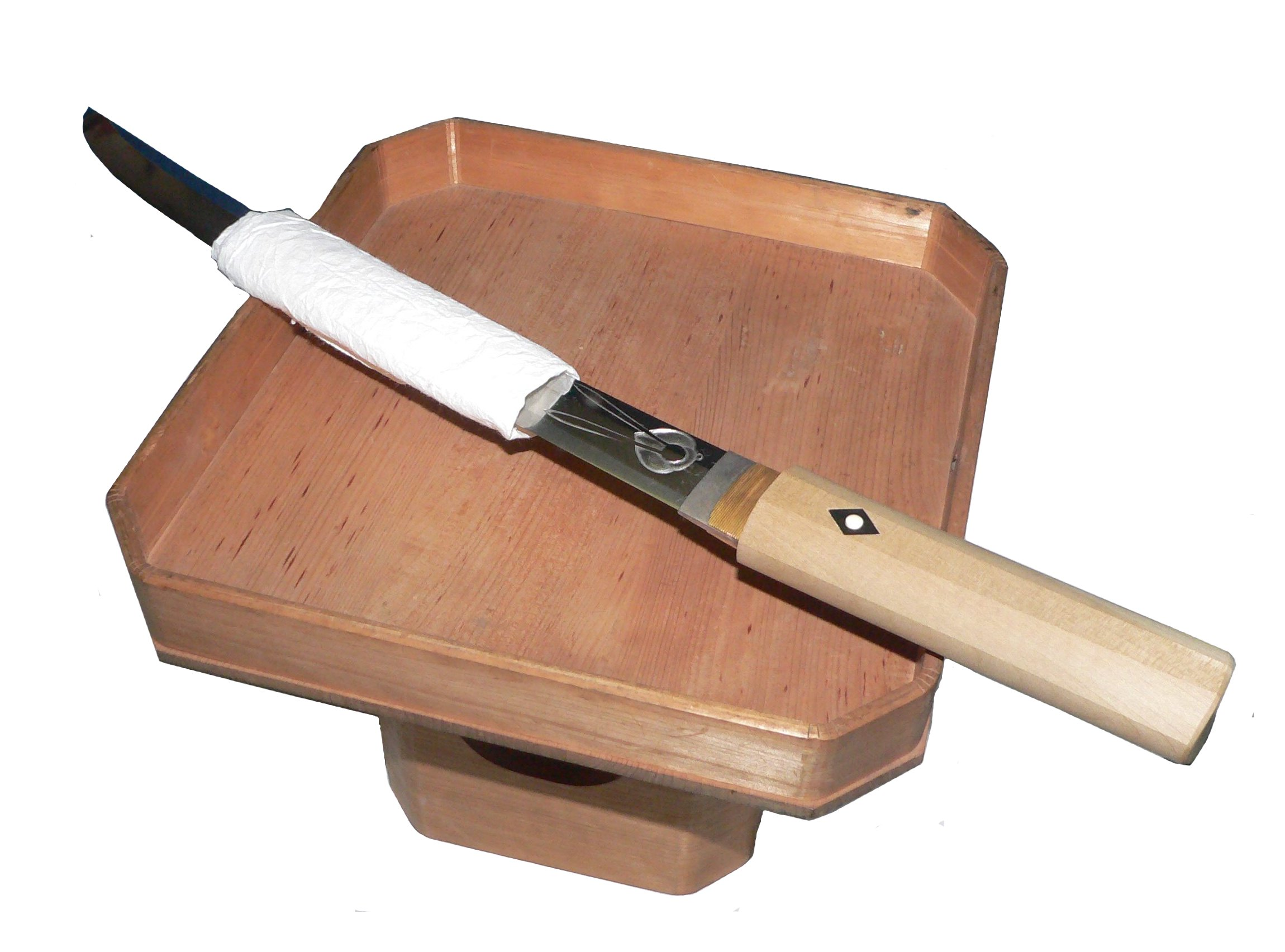
Tantó a szeppuku elkövetésére előkészítve

A legtöbb nyugati országban az öngyilkosság már nem bűn, habár a középkortól legalább az 1800-as évekig az volt. Sok iszlám országban még ma is bűncselekménynek minősül.
Ausztráliában az öngyilkosság nem bűn. Ennek ellenére bűnnek számít öngyilkosságot javasolni, arra buzdítani, vagy azt elősegíteni és másoknak ebben segítséget nyújtani, a jogszabályok pedig kifejezetten megengedik, hogy bárki „észszerűen szükséges erőt” alkalmazzon, hogy megakadályozza egy másik személy öngyilkosságát. Ausztrália északi területein 1996-1997-ben rövid időre legális volt az orvos által segített öngyilkosság, az eutanázia.
Európában az öngyilkosság jelenleg egy országban sem számít bűnténynek. Anglia és Wales az öngyilkosságról szóló törvénnyel (Suicide Act) 1961-ben, az Ír Köztársaság pedig 1993-ban törölte a bűntények közül. Az „elkövet" szót a törvénytelen felhangja miatt használták, de sok szervezet nem használja a negatív konnotáció miatt.
Indiában az öngyilkosság törvénytelen és a család számára jogi nehézségekkel járhat. Németországban az aktív eutanázia törvénytelen és az öngyilkosság alatt jelenlevőket vészhelyzetben elmulasztott segítségnyújtás miatt perbe foghatják. Svájcban nemrég tettek lépéseket krónikus mentális betegséggel élők segített öngyilkosságának legalizálására. A lausanne-i legfelsőbb bíróság egy 2006-os határozatában engedélyezte egy névtelenségét megőrző, hosszú ideje elmegyógyászati nehézségekkel küzdő személy számára, hogy véget vessen az életének.
Az Egyesült Államokban az öngyilkosság nem törvénytelen, de az öngyilkossági kísérlet büntethető. Az öngyilkosság segítése Oregon és Washington államban törvényes.

## Vallási megítélése
Az öngyilkosságot valamennyi világvallás főáramlata elítéli. Srí Csinmoj spirituális tanító így fogalmazta meg:
```
Az öngyilkosság semmiképp nem menekvés. Nincs menekvés. Ebből a szobából elmenekülhetünk, de akkor egy másik szobába kerülünk. Azt gondoljuk, hogy elmenekülhetünk ebből a világból azzal, ha megöljük magunkat.

Nem ez az egyetlen világ. Van másik világ is. Ebben a világban véget vethetek az életemnek, de egy másik létben folytatni fogom az életet. Sőt, foglyul esem. Isten tudata mindent átható, ezért képes elkapni bennünket, "tolvajokat".
 
[
139
]
```

### Kereszténység

#### Biblia
Az Ószövetség alapján elvenni egy emberi életet, akárkié is legyen az, büntetendő cselekmény. Isten ítélete alapján a gyilkosnak halállal kell fizetnie, feltéve, hogy nem véletlen halált okozott:
Ha valaki agyonüt egy embert, akárkit is, halállal lakoljon! (3Móz 24,17)
Aki úgy megüt valakit, hogy az belehal, halállal lakoljon! (2Móz 21,12)
Az újszövetségi János első levele:
Egy embergyilkosnak sincs örök élete. (1Ján 3,15)
A jelenések könyve írja Isten eszkatologikus országáról: 
Kívül maradnak a csalók, erkölcstelenek, gyilkosok... (Jel 22,15)
A keresztény többségi értelmezés elítéli az öngyilkosságot, például Pál levele alapján is:
"Vagy nem tudjátok, hogy testetek, amit Istentől kaptatok, a bennetek levő Szentlélek temploma, és ezért nem a magatokéi vagytok? Mert áron vétettetek meg: dicsőítsétek tehát Istent testetekben." 

#### Az élet Isten ajándéka
A kereszténység a Biblia alapján az emberi életet Istentől való ajándéknak tartja. Az öngyilkosság a gyilkosságok csoportjába sorolható, és Isten elleni bűn. Ugyanakkor a Biblia szerint, attól a pillanattól kezdve, hogy valaki valóban hinni kezd Krisztusban, örökre biztonságban van.

#### Katolicizmus
A katolikus egyház katekizmusa az öngyilkosságról így tanít: 
" Az Isten által ránk bízott élet kezelői, de nem birtokosai vagyunk. Nem rendelkezünk vele.
Az öngyilkosság ellenkezik az emberi lénynek azzal a természetes törekvésével, hogy megőrizze és továbbadja az életet. Súlyosan ellenkezik a helyes önszeretettel is. Ugyanakkor sérti a felebaráti szeretetet is, mert jogtalanul megszakítja a szolidaritás kapcsolatát a családi, nemzeti és emberi közösségekkel, melyekkel szemben kötelességeink vannak. Az öngyilkosság ellenkezik az élő Isten szeretetével. /…/
Súlyos pszichés zavarok, a megpróbáltatástól, szenvedéstől vagy kínzástól való súlyos szorongás vagy félelem csökkenthetik az öngyilkos erkölcsi felelősségét. Nem kell elveszítenünk a reményt az öngyilkosok örök üdvösségének kérdésében. Isten olyan utakon, melyeket csak Ő ismer, alkalmat adhat nekik az üdvösséges bűnbánatra. Az Egyház imádkozik azokért, akik öngyilkosságot követtek el." 

#### Nézetek
Az öngyilkosság némely egyház vagy irányzat szerint nem feltétlen jelent pokolra vagy örök kárhozatra jutást.
Egyes nézetek ellenérvei többek között a következőek: a tízparancsolat „ne ölj” parancsa nem vonatkozik szükségszerűen magára a megszólított személyre; Isten szabad akarattal ruházta fel az embert; aki a saját életét kioltja, nem sérti jobban Isten Törvényét mint az, aki betegségből kigyógyít; a Biblia Isten több követőjéről is említést tesz, akik öngyilkosságot követtek el.

### Judaizmus
A judaizmus a földi élet megbecsülésének fontosságára összpontosít, és ezért az öngyilkosság Isten földi jóságának megtagadásával egyenlő. Mindemellett, extrém körülmények között, amikor úgy tűnt, hogy a zsidóknak választaniuk kellett a gyilkosság általi halál vagy a hitük megtagadása között, akkor egyéni vagy tömeges öngyilkosságot követtek el (például Masada, az első francia zsidóüldözés, vagy a Yorki kastély) és ennek gyászos emlékeztetőjeként még egy ima is létezik a zsidó liturgiában – „amikor kés szorítja el a torkod” – azokért, akik „Isten nevének felszenteléséért” haltak meg (lásd Vértanú). Ezek a tettek vegyes válaszokra találtak a zsidó hatóságoknál, némelyikük hősi vértanúságnak minősíti, míg néhányuk úgy gondolja, hogy helytelen volt véget vetniük a saját életüket a vértanúság elnyerésének reményében.

### Iszlám
Az iszlám tiltja az öngyilkosságot.
A mártírokat (sahíd) ugyan magasztalja, de a Koránban éppen csak megemlített öngyilkosságot a hadíszok élesen elítélik. 

### Hinduizmus

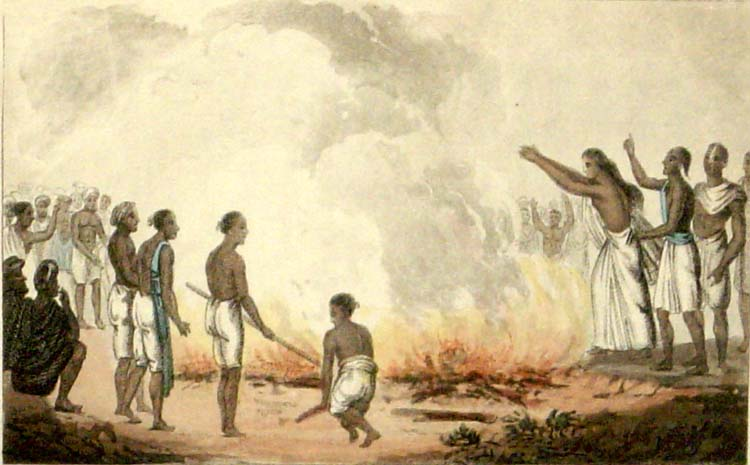
Hindu özvegy elégeti magát a férje holttestével, 1820 körül.

A kortárs hindu társadalomban a hinduizmus rendszerint elítéli az öngyilkosságot és egyenértékűnek tartja egy másik személy meggyilkolásával. Hindu írások megerősítik, hogy aki öngyilkosságot követ el, az a szellemvilág részévé válik és addig kóborol a földön, amíg az élete tartott volna, ha nem lett volna öngyilkos. Ennek ellenére a hinduizmus elismeri az ember jogát ahhoz, hogy véget vessen a saját életének, ha azt erőszak nélkül, önkéntes éhhalál útján teszi. Ez prajopavesza (szanszkrit: प्रायोपवेशनम्) néven ismert. Prajopaveszát kizárólag azok hajthatnak végre, akik vágyak és célok nélkül élnek és nincsenek evilági kötelezettségeik.

### Dzsainizmus
A dzsainizmusban is létezik egy a hinduizmushoz hasonló gyakorlat, a Santhara vagy Sati, vagyis az özvegy önégetése, ami elterjedt volt a egykori indiai társadalomban.

### Buddhizmus
A buddhizmus elismeri a mások érdekében vállalt öngyilkosság helyességét, de az ahimsza elve általánosságban tiltja. 
A japán harakiri (szeppuku) eredetileg társadalmi, mintsem vallási aktus volt, de a zen buddhizmus jóváhagyta, s így vallási alapot adott neki. 

## Filozófia

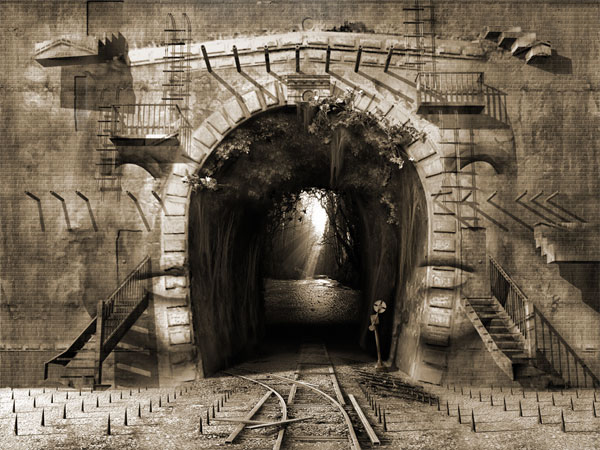
A kiút vagy Öngyilkossági gondolatok(George Grie, 2007)

Az öngyilkosság filozófiáján belül számos kérdés merül fel, többek között: mit jelent az öngyilkosság, lehet-e az öngyilkosság racionális alternatíva, és hogy erkölcsileg megengedhető-e az öngyilkosság. Az öngyilkosság filozófiai megítélése nagyon változó arra vonatkozóan, hogy az erkölcsileg elfogadható-e, kezdve a teljes ellenállástól (mely szerint az öngyilkosság etikátlan és erkölcstelen) egészen a szent és sérthetetlen jog elismeréséig, amely mindenkit (még a fiatal és egészséges személyeket is) megillet, aki úgy gondolja, hogy racionálisan és lelkiismeretesen eljutott addig a döntésig, hogy véget vet a saját életének.
Az öngyilkosságot elutasító keresztény filozófusok például Hippói Szent Ágoston és Aquinói Szent Tamás, Immanuel Kant és vitathatatlanul John Stuart Mill – Mill szabadságra és autonómiára összpontosítása azt jelentette, hogy kizárja azokat az alternatívákat, amelyek megakadályozhatják az embert abban, hogy a jövőben önálló döntéseket hozzon. Mások az öngyilkosságot a személyes választás jogos kérdésének tartják. Ezt az álláspontot képviselők úgy tartják, hogy senkit nem szabad arra kényszeríteni, hogy akarata ellenére szenvedjen, különösen olyan körülményektől, mint a gyógyíthatatlan betegségek, mentális betegség és időskor, amikor nincs kilátás a javulásra. Elvetik azt a hitet, amely az öngyilkosságot irracionálisként állítja be, azzal érvelnek, hogy komoly fájdalomtól vagy traumától szenvedő embereknek lehet ez az utolsó kiútja. Az ennél is határozottabb álláspont szerint az embereknek meg kellene engedni, hogy önállóan döntsenek a halálukról attól függetlenül, hogy szenvednek-e vagy sem. Ezt az irányzatot képviseli többek közt a skót empirista David Hume és az amerikai bioetikus Jacob Appel.

## Támogatása

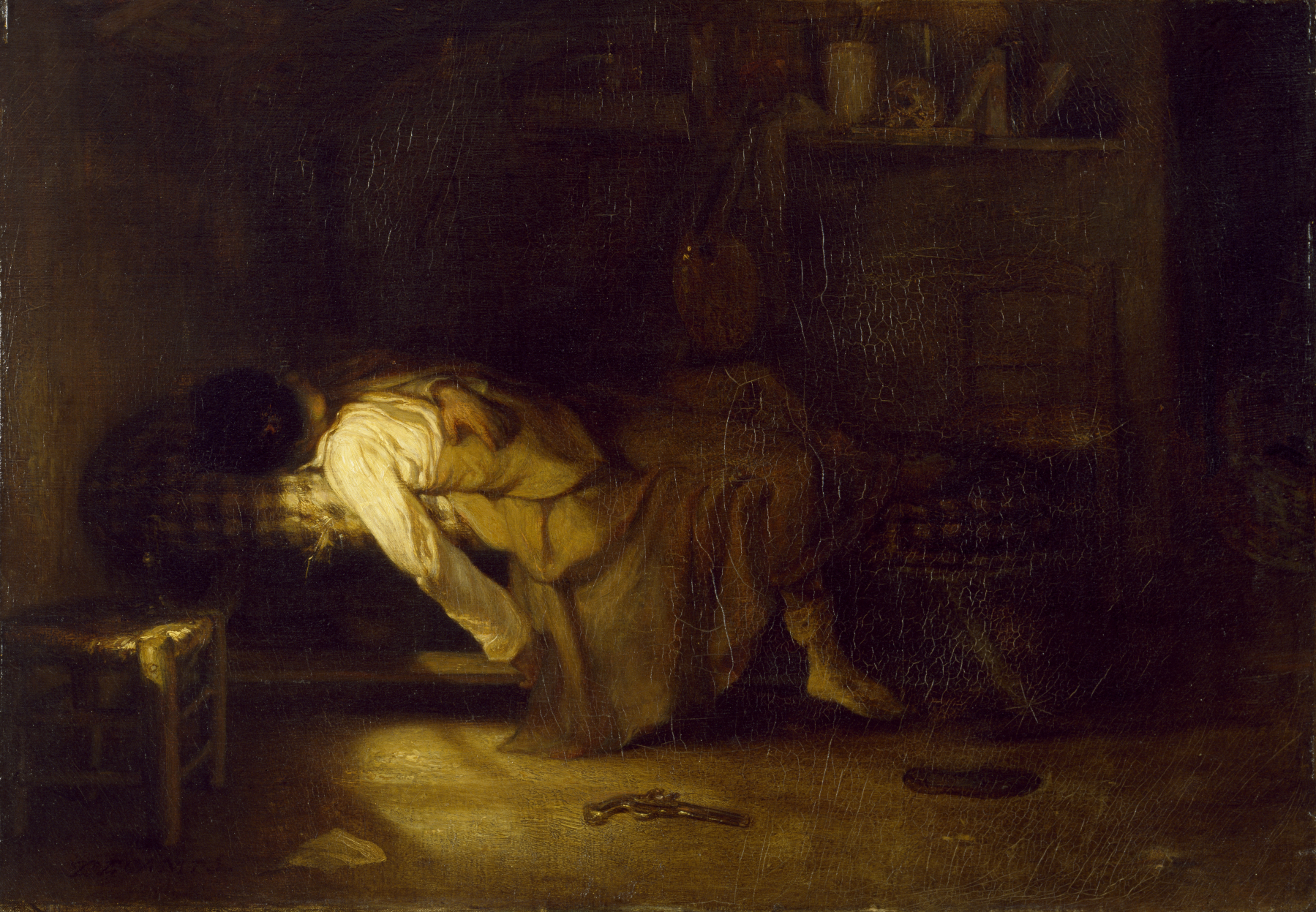
Ezen a képen Alexandre-Gabriel Decamps palettája, pisztolya és jegyzete hever a padlón, az éppen megtörtént tragikus esemény mementójaként; a művész épp kioltotta saját életét

Az öngyilkosságot sok kultúra és szubkultúra támogatta. A japán haderő a második világháborúban támogatta és dicsőítette a kamikaze támadásokat, amelyek a második világháború csendes-óceáni hadjáratának végső fázisában a Japán Birodalom pilótáinak öngyilkos merényletei voltak a szövetségesek hajói ellen. A Ten-gó hadművelet során egy egész japán flottaegység kísérelt meg öngyilkos támadást a jelentős légi és tengeri fölénnyel rendelkező amerikai hadiflotta ellen az okinavai csata során. A japán társadalom egésze az öngyilkossággal szemben „elnéző”.
Az öngyilkosságra vonatkozó információ keresésének eredményeként talált weboldalak 10-30%-a támogatja vagy elősegíti az öngyilkossági kísérleteket. Az ilyen oldalak az öngyilkosságra hajlamos egyéneket a végső lépésre ösztönözhetik. Néhányan az interneten keresztül a barátaikkal vagy csevegőszobákban vagy üzenőfalakon megismert személyekkel öngyilkossági paktumokat kötnek. Azonban az internet segíthet is az öngyilkosság megelőzésében, az elszigeltek számára szociális csoportok biztosításával.

## Népszerű helyszínek
Néhány jellegzetes hely a nagyszámú öngyilkossági kísérletek helyszíneként vált ismertté. Ezek közé tartozik a San Franciscó-i Golden Gate híd, a japán Aokigahara erdő, Angliában a Beachy Head, és Torontóban a Bloor utcai viadukt.
2010-es adatok szerint több mint 1300-an lettek öngyilkosok a Golden Gate hídról leugorva annak 1937-es építése óta. A gyakori öngyilkossági helyszínek közül sokat védőkorlátokkal láttak el az öngyilkosságok megelőzésére. Ezek közé tartozik a torontói Luminous Veil, a párizsi Eiffel-torony és a New York-i Empire State Building korlátai. 2011 óta a Golden Gate hídon is folyik a védőkorlátok kialakítása. Ezek általában nagyon hatékonynak bizonyulnak.
Magyarországon a Szabadság híd volt több öngyilkosság, illetve öngyilkossági kísérlet helyszíne, de előfordult, például 1912-ben, hogy valaki figyelemfelkeltés céljából ugrott innen le, amibe belehalt.

## Öngyilkosságra hasonlító magatartás az állatvilágban
Mivel az öngyilkosság feltétele a halál szándékos kísérlete, ezért néhányan úgy gondolják, hogy az csak emberi lényekre lehet jellemző. Öngyilkos viselkedést figyeltek meg azonban a szalmonella baktériumnál, amely egy konkurens baktérium legyőzésére immunrendszeri reakció generálásával válaszol. Öngyilkos védekezés figyelhető meg a brazil Forelius pusillus hangyafaj munkásaiban is, akiknél egy kis hangyacsoport elhagyja a fészek biztonságát minden este, miután kívülről lezárják a bejáratot.
A zöldborsó levéltetű, amikor egy katicabogár veszélyezteti, képes önmagát felrobbantani, a többi társa szétszórásával és védelmezésével, ami néha még a katicabogár elpusztításához is vezet. Néhány termesz fajnál léteznek katonák, amelyek felrobbannak és ragacsos masszával lepik be az ellenséget.
Ismertek kutyákról, lovakról és delfinekről beszámoló anekdoták, jóllehet kevéssé meggyőző bizonyítékokkal. Az állatok öngyilkosságáról kevés tudományos kutatást végeztek.

## Ismert esetek

### Tömeges öngyilkosság
1944-ben, a szaipani csata utolsó napjaiban több mint 10 000 japán polgár követett el öngyilkosságot; egyesek az „Öngyilkos szikláról” mások a „Banzai szikláról” ugrottak le.
A tömeges öngyilkosság egyik példája az 1978-as „jonestowni” vallási öngyilkosság, amely során a Népek temploma, egy Jim Jones által vezetett szekta 918 tagja vetett véget az életének kálium-cianiddal mérgezett Flavor Aid üdítőitallal.
A Bobby Sands által vezetett 1981-es írországi éhségsztrájk 10 ember halálához vezetett. A halál okát a halottkém „önként vállalt éhezés”-ként állapította meg, mintsem öngyilkosságként; ezt az éhségsztrájkban meghalt személyek családjainak tiltakozására később a halotti anyakönyvi kivonaton egyszerűen „éhezésre” módosították.

### Híres öngyilkos személyek

#### 20. század
- Nogi Mareszuke – szeppukut követett el (1912)
- Alfred Redl – főbe lőtte magát (1913)
- Victor Tausk – függönyt tekert a nyaka köré, majd halántékába lőtt, felakasztva magát esés közben (1919)[178]
- Szamuely Tibor – szíven lőtte magát (1919)[179]
- Csáth Géza - megmérgezte magát (1919)[forrás?]
- Szergej Alekszandrovics Jeszenyin - felakasztotta magát (1925)[forrás?]
- Vlagyimir Vlagyimirovics Majakovszkij - ? (1930)[forrás?]
- Juhász Gyula – veronállal túladagolta magát (1937)[180]
- József Attila – vonat elé vetette magát (1937),[181] tettének szándékos volta vitatott
- Virginia Woolf – vízbe ölte magát (1941)[182]
- Teleki Pál – főbe lőtte magát (1941)[183]
- Marina Ivanovna Cvetajeva – felakasztotta magát (1941)[184]
- Erwin Rommelt a Hitler elleni július 20-i merénylet után nyilvános perrel, kivégzéssel és a családja elleni megtorlással fenyegették, ezért öngyilkosságot követett el.[185]
- Eva Braun – Adolf Hitler élettársa, a halál előtt felesége, megmérgezte magát (1945)
- Adolf Hitler – megmérgezte, majd főbe lőtte magát (1945)
- Joseph Goebbels – gyerekei megmérgezése után lelőtte a feleségét majd főbe lőtte magát (1945)
- Getúlio Vargas (brazil elnök) – pisztollyal mellkason lőtte magát (1954)[186]
- Soós Imre – hivatalosan feleségével együtt gázzal mérgezték meg magukat (1957)
- Ernest Hemingway – puskával főbe lőtte magát (1961)[187]
- Sylvia Plath – konyhai gázzal mérgezte meg magát (1963)
- Bauer Sándor – felgyújtotta magát (1969)
- Paul Celan – a Szajna folyóba ölte magát (1970)
- Misima Jukio – szeppukut követett el (1970)[188]
- Domján Edit – felakasztotta magát (1972)
- Salvador Allende – egy AK-47-essel főbe lőtte magát (1973)[189][190][191]
- Szécsi Pál – gyógyszer-túladagolás (1974)
- Anne Sexton – kipufogó gázzal megmérgezte magát (1974)
- Christine Chubbuck – főbe lőtte magát élő TV adásban (1974)
- Latinovits Zoltán – vonat elé vetette magát (1976)
- Ian Curtis – felakasztotta magát (1980)
- Patrick Dewaere – pisztollyal a szájába lőtt (1982)
- Richard Brautigan – főbe lőtte magát (1984)[192]
- Bódy Gábor – tőrrel felvágta az ereit (1985)
- Rockenbauer Pál – megmérgezte magát (1987)[193]
- Márai Sándor – főbe lőtte magát (1989)
- Kurt Cobain – főbe lőtte magát (1994)
- Bohumil Hrabal – valószínűleg kiugrott a kórház ablakán (1997)[194]
- Wass Albert – főbe lőtte magát (1998)

#### 21. század
- Schütz Ila – gyógyszer-túladagolás (2002) [195]
- Elliott Smith – szíven szúrta magát (2003) [196]
- Hunter S. Thompson – főbe lőtte magát (2005)
- No Muhjon – egy szikláról levetette magát (2009) [197]
- Daróczi Dávid – felakasztotta magát (2010) [198][199]
- Mary Zsuzsi – valószínűleg mérget vett be (2011)
- Amanda Todd – gyógyszer-túladagolás (2012)
- Tony Scott – egy hídról vetette le magát (2012)[200]
- Mo-Do (Fabio Frittelli) – felakasztotta magát (2013)
- Kézdy György – kivetette magát egy kórház ablakán (2013)
- Olvasztó Imre – felakasztotta magát (2013)[201]
- Welsz Tamás – valószínűleg mérget vett be (2014) [202]
- Robin Williams – felakasztotta magát (2014)[203]
- Chris Cornell – felakasztotta magát (2017)[204]
- Chester Bennington – felakasztotta magát (2017)[205]
- Slobodan Praljak – megmérgezte magát (2017)[206]
- Avicii (Tim Bergling) – felvágta az ereit (2018)[207]
- Anthony Bourdain – felakasztotta magát (2018)[208]
- Margot Kidder – gyógyszer-túladagolás (2018)[209]
- Alan García – nyakon lőtte magát (2019) [210]
- Jeff Baena – felakasztotta magát (2025)[211]